# Casa Enraní
La Casa Enraní és un edifici del municipi d'Agramunt (Urgell) que forma part de l'Inventari del Patrimoni Arquitectònic de Catalunya.

## Descripció
És un exemple d'edifici civil típic del barroc català. És un casal que és com de planta baixa, primer pis i golfes. En la planta baixa s'ha de destacar la galeria porxada que hi ha a l'entrada formada per quatre grans arcades de mig punt suportades per cinc robusts pilars quadrangulars. En aquest pis, a la part central, s'hi pot observar la data de construcció de la façana el 1804.

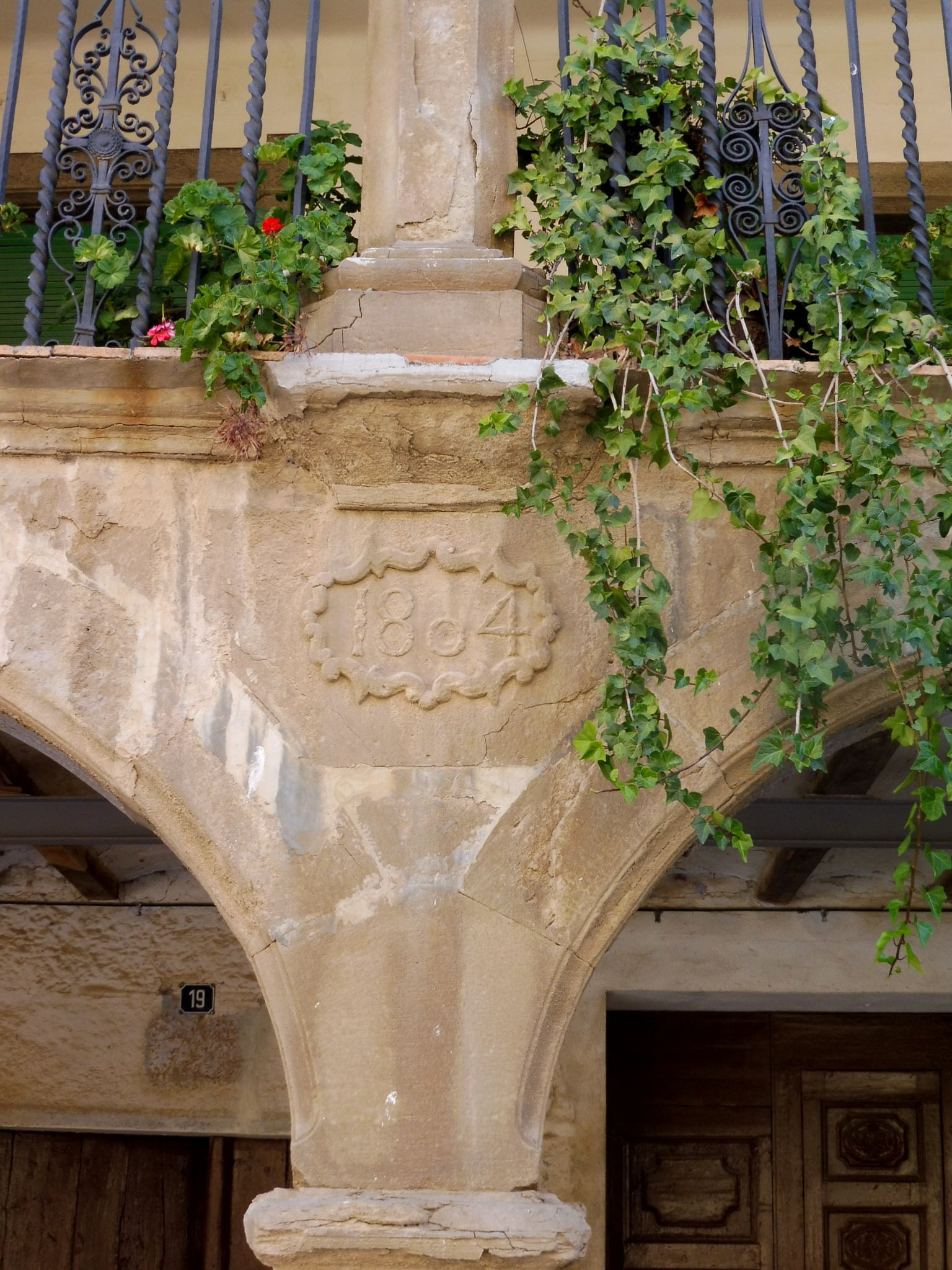
Data a la part central

 La primera planta segueix la mateixa composició que l'anterior, amb la diferència que aquí les arcades són suportades per columnes sobre basament quadrat. En l'arcada de l'extrem esquerre hi ha la presència d'un tancament vidrat. La façana està coronada per les golfes que es componen d'un fris format per tres obertures ovoïdals.

## Història
Aquestes dues cases inicialment era una sola pertanyents de la família Anyé, hisendats a la vila d'Agramunt, tal com ho indica en una inscripció circular de la façana AÑE, juntament amb la data de construcció de la mateixa 1804, en el pis inferior. Actualment són dues cases diferents ocupades per dues famílies distintes.